# Buczek (gromada w powiecie łaskim)
Buczek – dawna gromada, czyli najmniejsza jednostka podziału terytorialnego Polskiej Rzeczypospolitej Ludowej w latach 1954–1972.
Gromady, z gromadzkimi radami narodowymi (GRN) jako organami władzy najniższego stopnia na wsi, funkcjonowały od reformy reorganizującej administrację wiejską przeprowadzonej jesienią 1954 do momentu ich zniesienia z dniem 1 stycznia 1973, tym samym wypierając organizację gminną w latach 1954–1972.
Gromadę Buczek siedzibą GRN w Buczku utworzono – jako jedną z 8759 gromad na obszarze Polski – w powiecie łaskim w woj. łódzkim, na mocy uchwały nr 31/54 WRN w Łodzi z dnia 4 października 1954. W skład jednostki weszły obszary dotychczasowych gromad Buczek, Kowalew, Bachorzyn, Józefatów, Luciejów, Malenia i Wola Bachorska (bez miejscowości: wieś Herbertów, parcelacja Herbertów, osada Herbertów i osada Herbertów Nr 1) oraz wieś Sowińce z dotychczasowej gromady Grzeszyn ze zniesionej gminy Buczek w tymże powiecie. Dla gromady ustalono 27 członków gromadzkiej rady narodowej.
31 grudnia 1959 do gromady Buczek przyłączono obszar zniesionej gromady Czestków.
Gromada przetrwała do końca 1972 roku, czyli do kolejnej reformy gminnej. 1 stycznia 1973 reaktywowano gminę Buczek.